# Disney's All-Star Sports Resort
Disney's All-Star Sports Resort is een hotel in het Walt Disney World Resort in Orlando, Florida, dat wordt beheerd door de Walt Disney Company. Met de opening van dit hotel op 29 april 1994 was dit het tweede 'Value'-resort binnen het gehele resort: betaalbare hotels voor een gemiddelde service. Zo kunnen mensen die maar een laag budget hebben om te besteden toch optimaal van het Walt Disney World Resort genieten. Disney's All-Star Sports Resort is tevens een van de meest bezochte hotels binnen Walt Disney World, vanwege de goede betaalbaarheid.

## Gebouwen
Disney' All-Star Sports Resort ligt in het zuiden van het Walt Disney World Resort. Het ligt vlak bij Disney's Animal Kingdom en Disney's Wide World of Sports Complex. Transport van en naar de parken is enkel mogelijk via bussen, die vaak overvol zitten door de vele gasten die in het hotel reserveren. Het is dus aan te raden zo vroeg mogelijk de bus te nemen. De buslijnen van Walt Disney World Resort zijn echter wel gratis voor hotelgasten.

### Algemene opbouw
Het hotel is opgebouwd uit vijf verschillende secties, elk met een eigen thema, gebaseerd op verschillende sporten. Elke sectie kent vervolgens weer drie vleugels met kamers. We kennen de thema's Home Run, Hoops, Touchdown!, Surfs Up! en Center Court. Deze thema's zijn duidelijk in elke sectie te herkennen door de kolossale beelden van sportelementen van de betreffende sport. Zo staat er bijvoorbeeld een 12 meter hoge American football-helm in het Touchdown!-gedeelte (de voetbalspeler zou in werkelijkheid 70 meter hoog moeten zijn om deze helm te kunnen dragen), en stuiteren enorme basketballen rond in het Hoops-gedeelte. Deze stijl van enorme figuren en objecten is overigens karakteristiek voor de Disney 'Value'-resorts. Elk gebouw is beschilderd met een felle, heldere kleur, die past bij het thema. Ook zijn naast de enorme beelden ook overal op de gebouwen sportelementen te vinden, en kleine verrassingen, die op het eerste oog niet opvallen.

### Hoofdgebouw
Het hoofdgebouw van het hotel is de Stadium Hall. Hier bevinden zich onder andere de lobby, de receptie, het restaurant, de souvenirwinkel en andere hoofdfaciliteiten. Dit gebouw ligt meteen aan de ingang van het hotel/resort. Het is gedecoreerd als de receptie van een groot sportstadion.

## Restaurant en bar
Disney's All-Star Sports Resort kent slechts 1 groot restaurant, de End Zone Food Court. Ook dit is kenmerkend voor de Disney 'Value'-resorts. In dit restaurant worden geen complete maaltijden geserveerd, enkel snacks en snelle hapjes worden verkocht, beter bekend als fastfood. Voor grote honger moet men in de Disneyparken zelf eten. Vanuit de keuken van dit restaurant kunnen ook pizza's aan de kamers worden bezorgd, na bestelling. Ook kent het hotel een bar, die direct aan het zwembad ligt. Hier kunnen door de badgasten (alcoholische) drankjes worden genuttigd, en snacks worden gegeten, die ideaal zijn voor bij het zwembad. IJsjes mogen ook niet aan het assortiment ontbreken.

## Winkel
Het hotel bezit over 2 souvenirwinkels, Sport Goofy's Gifts en Sundries, die beide Disneymerchandise verkopen, en vakantieaccessoires.

## Faciliteiten

### Zwembaden
Het hotel kent twee zwembaden:
- Grand Slam Pool – een zwembad dat qua plattegrond op een honkbalveld lijkt, en verschillende honkbalelementen bevat.
- Surfboard Bay Pool – een zwembad dat volledig gethematiseerd is naar een surfstrand.

### Overige faciliteiten
- Kinderspeelplaatsen – Her en der op het landgoed van het hotel staan kinderspeeltoestellen waar kinderen zich prima kunnen vermaken door deze te beklimmen.
- Jogging Track – Rondom het hotel ligt een route van ongeveer 1,5 km, die aan te vragen is bij de receptie van het hotel. Over deze route kan prima worden hard gelopen.
- Game Point Arcade – Een spelletjeshal met verschillende spel- en snoepautomaten, prima voor kinderen en speelse volwassenen. Deze is te vinden in de Stadium Hall.